# Теодора Комнина (Деспина Хатун)
Теодора Комнина (на гръцки: Θεοδώρα Μεγάλη Κομνηνή; * ок. 1438, † сл. 1474), известна след брака си като Деспина Хатун, е дъщеря на императора на Трапезунд Йоан IV Велики Комнин. Баба ѝ по бащина линия Теодора Кантакузина е потомка на Асеневци.

## Живот
През 1458 г. Теодора Комнина е омъжена за Узун Хасан, владетел на държавата на династията Ак Коюнлу. С този династичен брак баща ѝ цели да осигури защитата на Трапезундската империя от османската заплаха. Но той поставя изрично условие Теодора да запази православната си християнска религия, за което получава съгласието на своя зет. Теодора, прочута с изключителната си красота, заминава за новия си дом със свита от православни свещеници като дори ѝ е позволено да строи църкви.
Теодора и Узун Хасан имат няколко деца. Дъщеря им Марта (Халима) е омъжена за Хайдар Сефеви и става майка на иранския шах Исмаил I.
Някои по-стари автори наричат Теодора Катерина като недоразумението идва от монголската титла Хатун („Khatun“) със значение „принцеса, господарка“